# Лисец (Ловечская область)
Лисец (болг. Лисец) — село в Болгарии. Находится в Ловечской области, входит в общину Ловеч. Население составляет 725 человек.

## Политическая ситуация
В местном кметстве Лисец, в состав которого входит Лисец, должность кмета (старосты) исполняет Пламен Иванов Вырбановски (независимый) по результатам выборов правления кметства.
Кмет (мэр) общины Ловеч — Минчо Стойков Казанджиев (Болгарская социалистическая партия (БСП)) по результатам выборов в правление общины.